# Any-Martin-Rieux
Any-Martin-Rieux là một xã ở tỉnh Aisne, vùng Hauts-de-France thuộc miền bắc nước Pháp.